# École d'ingénieurs de Purpan
L'École d'ingénieurs de Purpan (EI Purpan) è una scuola di ingegneria fondata nel 1919. È una delle scuole dell'Università di Tolosa.
I suoi corsi di studio permettono di conseguire le  seguenti lauree francesi ed europee:
- Ingénieur Purpan (Laurea in ingegneria Programma di livello Master Purpan)
- Laurea di primo livello
- Laurea magistrale

Fondata a Tolosa nel 1919, forma ingegneri nei settori dell'agricoltura, della trasformazione agroalimentare, delle scienze biologiche, del marketing e della gestione.

## Storia
Fondata nel 1919 da agricoltori ed educatori gesuiti, è istituzionalmente legata all'Istituto Politecnico Nazionale di Tolosa dall'8 marzo 2011. È membro della Conférence des grandes écoles e appartiene alla Federazione degli istituti di istruzione superiore di interesse collettivo (FESIC). È anche associata all'Istituto Cattolico di Tolosa.
Il titolo rilasciato è accreditato dalla Commission des titres d'ingénieur.

## Laureati notevoli
- Yannick Jauzion, un rugbista a 15 francese[4]